# Рада п'ятисот (Франція)
Рада п'ятисот (фр. Conseil des Cinq-Cents) — нижня палата французького Законодавчого корпусу у 1795-1799, згідно з французькою конституцією III року республіки.
Складалася, як випливає з назви, з 500 депутатів, які вибиралися департаментськими виборчими зборами на три роки, з осіб, які досягли 30-річного віку.
Оновлювалася щорічно на одну третину; один раз допускалося переобрання слідом за закінченням першого терміну, але наступного разу та ж особа могла бути обрана лише через два роки.
Засідала в Тюїльрі, окремо від верхньої палати — Ради старійшин, яка засідала спочатку в Манежі, а потім у Бурбонському палаці.
Щоб не допустити створення депутатських груп і партій (як це сталося в Національних зборах, де депутати залежно від політичних уподобань сідали праворуч або ліворуч від голови, або як у Законодавчих зборах та Конвенті, де радикальні депутати займали місця на верхніх лавах, звідки і отримали назву — монтаньяри (від французького "монтань — гора)), були прийняті спеціальні правила для розсадження депутатів:
- всі місця були відокремлені одне від одного;
- депутатам було заборонено більше місяця сидіти на тих самих місцях;
- всі місця були пронумеровані і призначалися депутатам по жеребку щомісяця. [2]

Обирала президента і секретаря не більше, ніж на місячний термін. Засідання були публічні, члени отримували платню. Тільки їй належало за конституцією право пропозиції нових законів. Пропозиції, схвалені Радою п'ятисот, називалися резолюціями (фр. résolutions) і, щоб стати законом, потребували затвердження Ради старійшин.
Проіснувала до Перевороту 18-19 брюмера у 1799.